# Beirán (Lugo)
Beirán es una aldea española situada en la parroquia de Salcedo, del municipio de Puebla del Brollón, en la provincia de Lugo, Galicia.

## Geografía
Está situado a 512 metros de altitud.

## Demografía
| Gráfica de evolución demográfica de Beirán entre 2000 y 2020 |
|                                                              |
| Datos según el nomenclátor publicado por el INE.             |